# Chełmoński-Eiche

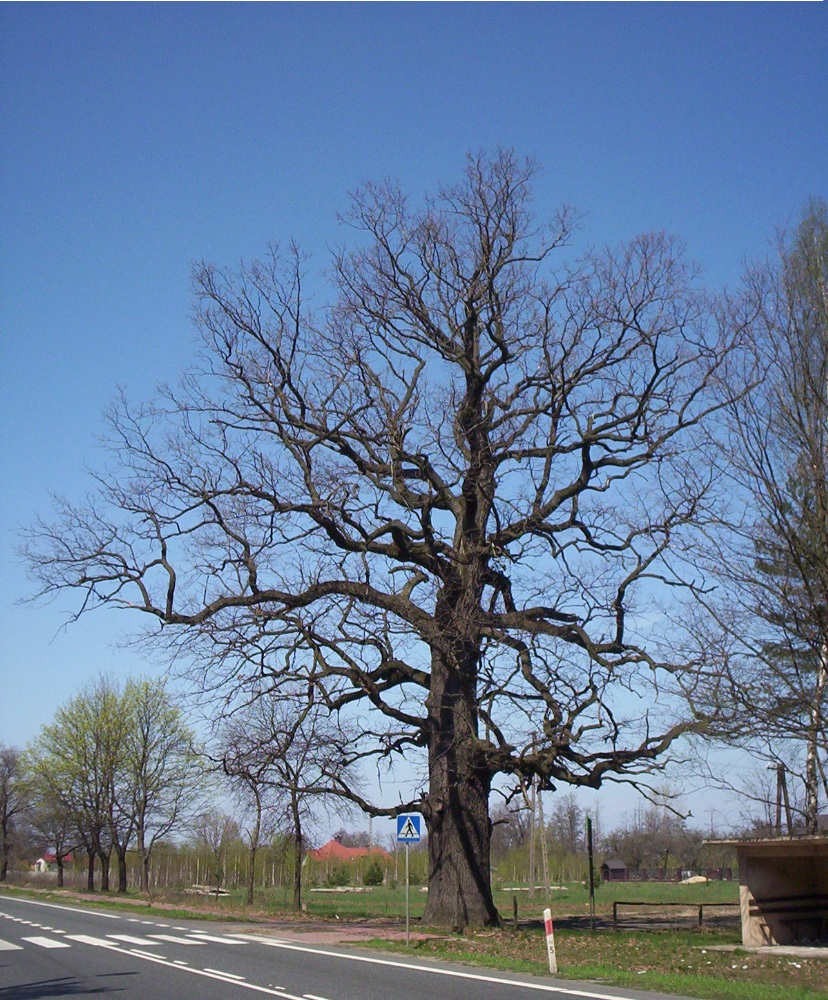
Chełmoński-Eiche

Die Chełmoński-Eiche [xɛw'mɔɲskʲi-] ist eine Stieleiche, die auf dem Gebiet des polnischen Dorfes Korytów in der Gemeinde Radziejowice (Woiwodschaft Masowien) wächst und als Naturdenkmal anerkannt ist. Der Stammumfang beträgt ungefähr 500 Zentimeter. Die Eiche wächst unmittelbar an der Hauptstraße von Żyrardów nach Mszczonów.
Die Eiche ist nach dem polnischen Maler Józef Chełmoński (1849–1914) benannt.